# Oryza ridleyi
Oryza ridleyi är en gräsart som beskrevs av Joseph Dalton Hooker. Oryza ridleyi ingår i släktet rissläktet, och familjen gräs. Inga underarter finns listade i Catalogue of Life.